# Stazione di Hasuda
La stazione di Hasuda (蓮田駅?, Hasuda-eki) è una stazione ferroviaria situata della città di Hasuda, nella prefettura di Saitama, ed è servita dalla linea principale Tōhoku sulla quale sono esercitati i servizi Utsunomiya e Shōnan-Shinjuku della JR East.

## Servizi ferroviari
East Japan Railway Company
■ Linea Utsunomiya (Tōhoku)
■ Linea Shōnan-Shinjuku

## Struttura
La stazione è dotata di un marciapiede a isola e di uno laterale con tre binari in superficie.
| 1-2 | ■ Linea Utsunomiya      | per Kuki, Oyama, Utsunomiya e Kuroiso          |
| 2-3 | ■ Linea Utsunomiya      | per Ōmiya, Akabane, Ueno, Tokyo                |
| 2-3 | ■ Linea Shōnan-Shinjuku | per Ōmiya, Shinjuku, Yokohama, Ōfuna e Odawara |

## Stazioni adiacenti
| «                             | Servizio                             | »                     |
| Linea Utsunomiya              | Linea Utsunomiya                     | Linea Utsunomiya      |
| Linea Shōnan-Shinjuku         | Linea Shōnan-Shinjuku                | Linea Shōnan-Shinjuku |
| ----------------------------- | ------------------------------------ | --------------------- |
| Higashi-Ōmiya                 | Locale Locale Shōnan-Shinjuku        | Shiraoka              |
| Ōmiya                         | Rapido Rabbit Rapido Shōnan-Shinjuku | Kuki                  |
| Il Rapido Pendolari non ferma |                                      |                       |